# Hofstetten bei Brienz
Pour les articles homonymes, voir Hofstetten.
Hofstetten bei Brienz est une commune suisse du canton de Berne, située dans l'arrondissement administratif d'Interlaken-Oberhasli.

## Tourisme
Le Musée suisse de l'habitat rural du Ballenberg se trouve sur le territoire de la commune.